# Escola Salesiana
L'Escola Salesiana és un edifici de Ripoll protegit com a Bé Cultural d'Interès Local.

## Descripció
El cos de la façana principal està situat entre la capella, a mà esquerra, i els cossos que acullen les aules, a mà dreta. L'immoble està format per baixos, quatre plantes i altell. A la planta baixa hi ha unes escales de pedra que permeten salvar el desnivell que hi ha respecte a la primera planta o nivell. En aquest hom no troba un pòrtic, de tres costats, amb arcs de mig punt rebaixat i amb coberta a tres vessants. Aquest nivell fa les funcions d'espai repartidor que dona a tres portes. A la segona planta hi ha sis obertures; a la tercera n'hi ha quatre, mentre que a la superior també n'hi ha quatre amb arc de punt rodó i amb relleix. A l'altell hi ha tres obertures d'estructura triangular amb coberta a dues vessants. Tota la coberta també és a dues vessants. Les bigues, sota teulada, són de fusta. Les obertures tenen el marc d'obra. En bona part de la façana hi ha incisions horitzontals.